# New York, New York (film)
New York, New York è un melodramma a sfondo musicale del 1977 diretto da Martin Scorsese, con le canzoni scritte da Fred Ebb per il testo e da John Kander per la musica.

## Trama
Il 2 settembre 1945, mentre New York festeggia la resa del Giappone, il giovane sassofonista Jimmy Doyle adocchia, tra la folla riunita nel salone di un grande albergo, una ragazza, Francine Evans, e, dopo un assiduo corteggiamento, riesce a conquistarla. Francine è un'ottima cantante, per cui sia lei che Jimmy trovano un impiego prima in un night, poi in una orchestra sempre in giro per la contea. Quando il direttore dell'orchestra si ritira, Jimmy, che intanto ha sposato Francine, ne prende il posto.
Quando alla coppia nasce un figlio, i due, invece di sentirsi più uniti, vedono aggravarsi i contrasti dovuti ai caratteri, che già cominciavano a incrinare il loro rapporto. Da quel giorno, anche le loro carriere divergono: Francine è ormai una diva, non solo della canzone ma anche del cinema, mentre Jimmy ha un lungo periodo di oscurità e la allontana da sé. Rimasto solo, però, Jimmy si riprende e diventa un idolo del jazz. Dopo qualche tempo, i due si rivedono la sera in cui Francine porta al successo la canzone New York, New York, che nel film Jimmy, molto tempo prima, aveva composto per lei: forse si vogliono ancora bene, ma stavolta è Francine a respingere Jimmy.

## Rivisitazioni
Alla sua prima uscita il film aveva una durata di 162 minuti. Non avendo avuto successo al botteghino, venne in seguito tagliato, riducendo la durata a 133 minuti. Nel 1981 fu quindi ripubblicato inserendo le scene tagliate nei contenuti inediti.

## Colonna sonora
La colonna sonora del film è stata pubblicata nel 1977 dall'etichetta United Artists Records. La canzone principale del film, "Theme from New York, New York", divenne famosa quando Frank Sinatra ne registrò una cover nel 1980. La canzone divenne una hit, ed entrambe le versioni (quella di Sinatra e quella di Minnelli) divennero un simbolo di Manhattan in New York City. La Minnelli continua tuttora ad eseguire in quasi tutti i suoi concerti questa canzone.

## Riconoscimenti
- 1978 - Golden Globe
  - Nomination Miglior film commedia o musicale
  - Nomination Miglior attore in un film commedia o musicale a Robert De Niro
  - Nomination Migliore attrice in un film commedia o musicale a Liza Minnelli
  - Nomination Migliore canzone originale (New York, New York) a John Kander e Fred Ebb